# Larry Brown (Basketballtrainer)
Lawrence Harvey „Larry“ Brown (* 14. September 1940 in New York City, New York) ist ein US-amerikanischer ehemaliger Basketballspieler und -trainer. Er ist der einzige Trainer in der Geschichte des Basketballs, der sowohl eine NCAA Division I Basketball Championship (mit den Kansas Jayhawks, 1988) als auch einen NBA-Titel (mit den Detroit Pistons, 2004) gewonnen hat. 2002 wurde Brown in die Naismith Memorial Basketball Hall of Fame aufgenommen.

## Karriere als Spieler
Brown hatte eine erfolgreiche Spielerkarriere. Zunächst spielte er in der National Alliance of Basketball Leagues (NABL), dem Nachfolger der Werkteam-Liga National Industrial Basketball League (NIBL) und damit einem fernen Abkömmling der National Basketball League (NBL), bei den Akron Goodyear Wingfoots. Als Nationalspieler gewann Brown mit dem US-Team bei den XVIII. Olympischen Sommerspielen 1964 in Tokio die Goldmedaille.

## Karriere als Trainer
Zwischen 1965 und 1967 war Brown für kurze Zeit Assistenztrainer an seiner ehemaligen Universität North Carolina. 1967 setzte er seine Spielerkarriere fort und wechselte er in die neugegründete Profiliga American Basketball Association (ABA), die damals eine Konkurrenzliga der National Basketball Association (NBA) war. Er wurde dreimal ABA-All-Star (1968–70) und gewann mit den Virginia Squires 1968 die ABA-Meisterschaft.

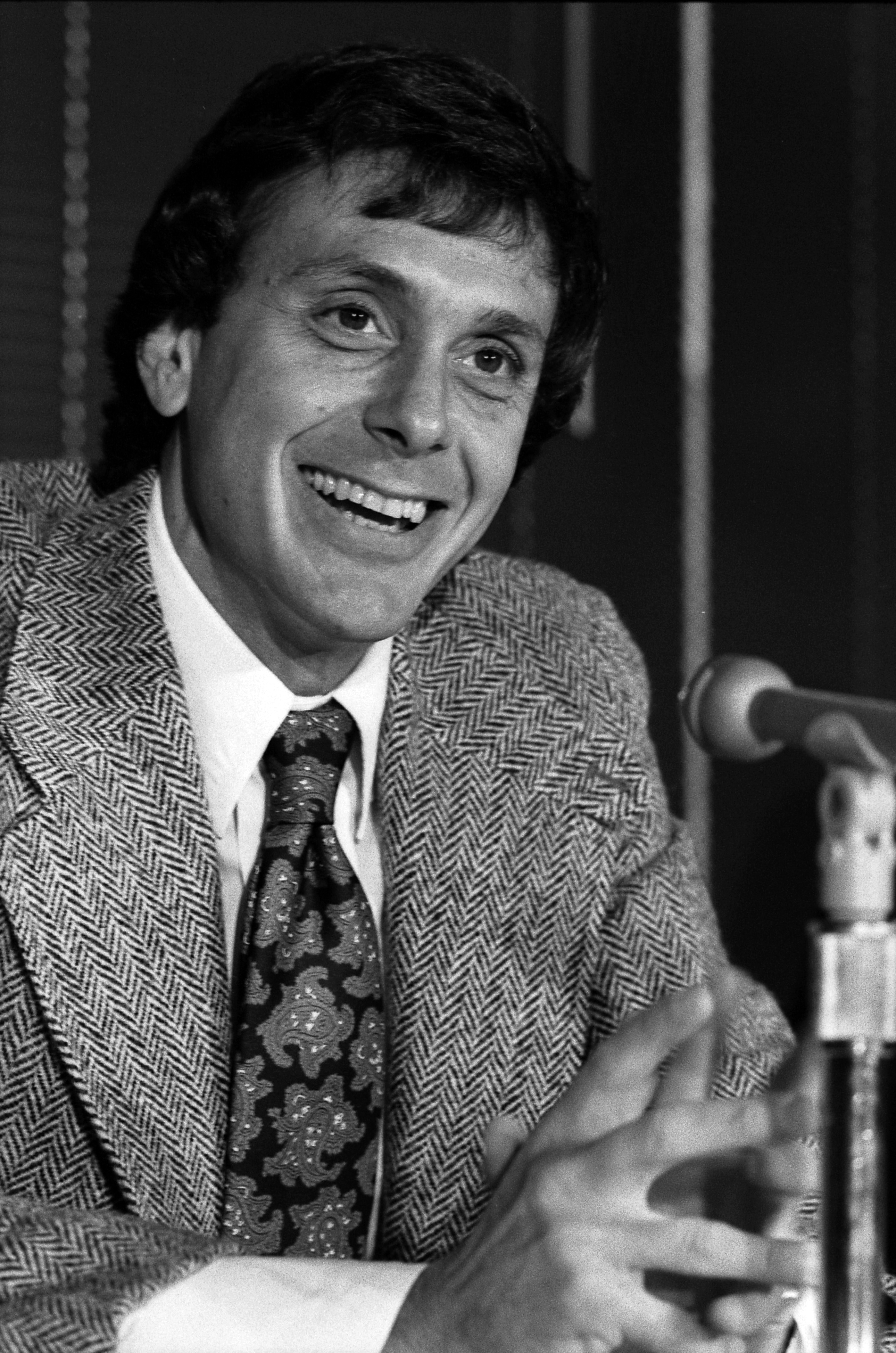
Larry Brown (1979)

Seit 1976 trainierte er in der NBA sowie davor in der ABA diverse Mannschaften. Auch als Trainer verschiedener Uni-Mannschaften war Brown tätig. Zwischen 1976 und 1979 trainierte er die Denver Nuggets in der NBA, die er davor auch in der ABA trainiert hatte. Für zwei Spielzeiten von 1981 bis 1983 war er Trainer der New Jersey Nets, sowie für vier Spielzeiten (1988 bis 1992) der San Antonio Spurs. Zwischenzeitlich trainierte er die Mannschaft der University of California, Los Angeles (UCLA) und der University of Kansas. Letztere führte er 1988 überraschend zur NCAA-Division-I-Meisterschaft. Nach zwei kurzen Engagements bei den Los Angeles Clippers und den Indiana Pacers kam Brown 1997 zu den Philadelphia 76ers. Mit diesen erreichte er 2001 die NBA-Finalserie, unterlag dort aber den Los Angeles Lakers. Am 27. September 2002 wurde Brown in die Naismith Memorial Basketball Hall of Fame aufgenommen.
2003 trat Brown als Trainer der Sixers zurück und wurde von den Detroit Pistons angeheuert. Diese führte er 2004 gegen die Los Angeles Lakers zum Meistertitel. Brown ist damit der erste und bislang einzige Trainer, dem ein Titelgewinn in NCAA und NBA gelang. Im Juli 2005 wurde er von den Pistons entlassen. Die New York Knicks unterbreiteten Brown ein Vertragsangebot über 50 Millionen US-Dollar für fünf Jahre, das er am 27. Juli 2005 annahm. Brown war damit der bestbezahlte Trainer im US-Profisport aller Zeiten. Nach nur einer Spielzeit trennten sich Brown und die Knicks aber wieder.
Am 29. April 2008 wurde bekanntgegeben, dass er das Traineramt bei den Charlotte Bobcats annehmen würde. Die Bobcats führte er in der Saison 2009/2010 zur ersten Play-off-Teilnahme in der Vereinsgeschichte. Nachdem Brown mit den Bobcats in der Saison 2010/2011 mit 9 Siegen bei 19 Niederlagen wenig erfolgreich gestartet war, musste er den Job als Head Coach aufgeben.
2012 übernahm Brown den Trainerposten bei den SMU Mustangs, dem Team der Southern Methodist University.
Für die Saison 2018/2019 unterschrieb er einen Vertrag bei Fiat Torino in Italien mit einer Option für ein weiteres Jahr, gab das Amt aber nach nur vier Siegen bereits im Dezember 2018 wieder ab.

### Trainerstil
Brown gilt als sehr defensiv orientierter Coach, der auf sicheres und genau strukturiertes Spiel ohne große Freiräume für die Spieler großen Wert legt. Er stellt sehr hohe Ansprüche an seine Spieler und zögert auch nicht, sie in den Medien zu kritisieren.